# Condado de Peña Ramiro
El condado de Peña Ramiro es un título nobiliario español perteneciente a la casa de Villafranca. El título fue concedido, por primera vez por los Reyes Católicos a la I marquesa de Villafranca del Bierzo y, por segunda vez, en 1871, por Amadeo I de España a Joaquín Caro y Álvarez de Toledo, nieto de Francisco de Borja Álvarez de Toledo Osorio, XII marqués de Villafranca del Bierzo.

## Condes de Peña Ramiro
- Juana Osorio de Bazán (Villafranca del Bierzo, 27 de diciembre de 1470-5 de agosto de 1491),[2] I condesa de Peña Ramiro, señora y I marquesa de Villafranca del Bierzo, señora de las fortalezas de Peña Ramiro, Peña Velosa, Matilla de Arzón, Corullón y Cornatelo.[3] Era hija de Pedro Álvarez Osorio, I conde de Lemos, y de su segunda esposa, María de Bazán de Quiñones y Pimentel,[4] hija de Pedro González Pimentel, I vizconde de Palacios de la Valduerna y señor de la Bañeza, y de Mencía de Quiñones.[a]

Casó con Luis Pimentel y Pacheco, también I marqués de Villafranca del Bierzo. Sucedió su hija:
- María Osorio y Pimentel (1490-Nápoles, octubre de 1539),[7] II condesa de Peña Ramiro,[2] II marquesa de Villafranca del Bierzo, señora de Cabrera y Ribera, Coto de Balboa, valle de Losada y Matilla de Arzón.[2]

Casó, en Alba de Tormes, en 8 de agosto de 1503, con Pedro Álvarez de Toledo y Zúñiga, hijo de Fadrique Álvarez de Toledo y Enríquez, II II duque de Alba de Tormes, y de Isabel de Zúñiga y Pimentel. Sucedió su hijo:
- Fadrique Álvarez de Toledo y Osorio (c. 1510-Villafranca del Bierzo, 10 de junio de 1569), III conde de Peña Ramiro,[8] III marqués de Villafranca del Bierzo, señor de Cabrera y Ribera, señor de Coto de Balboa, etc.[8]

Casó con su tía, Inés Pimentel, hija del I marqués de Távara y de Constanza Osorio. Sin descendencia, sucedió su hermano:
- García Álvarez de Toledo y Osorio (Alba de Tormes, 1514-Nápoles, 3 de mayo de 1578), IV conde de Peña Ramiro,[8] IV marqués de Villafranca del Bierzo,[7] I duque de Fernandina, I príncipe de Montalban en Nápoles, señor de Cabrera y Ribera, general de las Galeras de Sicilia, XIII virrey y capitán general de Cataluña, virrey y capitán general de Sicilia y capitán general del mar.[8]

Casó, en abril de 1552, con Victoria Colonna y Aragón. Sucedió su hijo:
- Pedro Álvarez de Toledo-Osorio y Colonna (Nápoles, 5 de septiembre de 1546-Madrid, 17 de julio de 1627), V conde de Peña Ramiro,[8] V marqués de Villafranca del Bierzo, II duque de Fernandina, II príncipe de Montalbán en Nápoles, capitán general de las galeras de Nápoles, etc.[8]

Casó en primeras nupcias, en Nápoles, el 7 de junio de 1576, con Elvira de Mendoza y Mendoza. Contrajo un segundo matrimonio con Juana de Pignatelli de Aragón. Sucedió su hijo del primer matrimonio:
- García Álvarez de Toledo-Osorio de Mendoza (Barcelona, 1587-1649), VI conde de Peña Ramiro,[9] VI marqués de Villafranca del Bierzo, III duque de Fernandina y III príncipe de Montalbán.[9]

Casó con María Hurtado de Mendoza y Mendoza. Sin descendencia, le sucedió su sobrino carnal, hijo de Fadrique Álvarez de Toledo-Osorio y Hurtado de Mendoza (m. 1634), I marqués de Villanueva de Valdueza, y de su esposa, Elvira Ponce de León y Toledo.
- Fadrique Álvarez de Toledo Osorio (Madrid, 27 de febrero de 1635-Madrid, 9 de junio de 1705), VII conde de Peña Ramiro, VII marqués de Villafranca del Bierzo, IV duque de Fernandina, IV príncipe de Montalbán, II marqués de Villanueva de Valdueza, capitán general de las galeras de Espala, virrey de Sicilia y miembro del consejo de estado.[10][9]

Casó con María Manuela de Córdoba y Cardona, hija de Antonio de Córdoba y de Teresa Pimentel Ponce de León, VII duques de Sessa. Sucedió su hijo:
- José Fadrique Álvarez de Toledo Osorio (Madrid, 20 de septiembre de 1658-Madrid, 29 de julio de 1728), VIII conde de Peña Ramiro,[11] VIII marqués de Villafranca del Bierzo, V duque de Fernandina, V príncipe de Montalbán, y III marqués de Villanueva de Valdueza.[12]

Casó, siendo su segundo esposo, con Catalina de Moncada y Aragón, VIII marquesa de los Vélez, XI marquesa de Molina, V marquesa de Martorell, IX duquesa de Montalto, VII duquesa de Bivona, XI condesa de Golisano, XII condesa de Adernó, XVI condesa de Caltabellota y XVII condesa de Sclafani.  Catalina había casado anteriormente con Agustín Alfonso de Guzmán y Portocarrero, I conde de Teba, de quien no hubo descendencia. Le sucedió su hijo:
- Fadrique Vicente Álvarez de Toledo (Madrid, 15 de abril de 1686-Madrid, 1 de noviembre de 1753), IX conde de Peña Ramiro,[13]  IX marqués de Villafranca del Bierzo, IX marqués de los Vélez, etc.[13]

Casó en Madrid, el 11 de septiembre de 1713, con Juana Pérez de Guzmán el Bueno y Silva. Sucedió su hijo:
- Antonio Álvarez de Toledo y Pérez de Guzmán el Bueno, X conde de Peña Ramiro,[14], X marqués de Villafranca del Bierzo, X marqués de los Vélez, etc.

Casó en primeras nupcias con Teresa Fernández de Córdoba y Spínola de la Cerda. Contrajo un segundo matrimonio con María Antonia Sinforosa Gonzaga y Caracciolo. Sucedió, de su segundo matrimonio:
- José Álvarez de Toledo y Gonzaga (Madrid, 16 de julio de 1756-Sevilla, 9 de julio de 1796), XI conde de Peña Ramiro,[15] XI marqués de Villafranca del Bierzo, XV duque de Medina Sidonia, XXII conde de Niebla, etc.[16]

Casado con María Teresa de Silva, XIII duquesa de Alba. Sin descendencia, sucedió su hermano:
- Francisco de Borja y Álvarez de Toledo y Gonzaga (Madrid, 9 de junio de 1763-Madrid, 12 de febrero de 1821), XII y último conde de Peña Ramiro,[15] XII marqués de Villafranca del Bierzo, XVI duque de Medina Sidonia, XII marqués de los Vélez, XXIII conde de Niebla, etc.

Casó, en Madrid, el 29 de enero de 1798, con María Tomasa Palafox Portocarrero y López de Zúñiga. Fueron los padres, entre otros, de María del Rosario Tomasa Álvarez de Toledo y Palafox, que casó el 21 de agosto de 1826, con Pedro Caro y Salas, IV marqués de la Romana, grande de España. Estos fueron los padres de  I conde de Peña Ramiro de nueva creación.
Nueva concesíon por real merced del 27 de marzo de 1871 y real despacho de 13 de mayo de 1871
- Joaquín Caro y Álvarez de Toledo (Palma de Mallorca, 16 de noviembre de 1829-Madrid, 20 de abril de 1911), I conde de Peña Ramiro,[1][16][17] Gran Cruz de la Orden de Carlos III,[18] «político, diplomático, diputado, senador y gobernador civil».[19] Era hijo de Pedro Caro y Salas, IV marquesado de la Romana, y de su esposa, María Tomasa Álvarez de Toledo y Palafox.[19]

Casó, siendo su segundo esposo, el 11 de octubre de 1871, con María Manuela del Arroyo y Moret (1845-1931), dama de la Orden de las Damas Nobles de la Reina María Luisa, viuda de Gonzalo Ros de Olano y Quintana, vizconde de Ros. Sucedió su hijo:
- Joaquín Caro y del Arroyo (n. 1 de julio de 1872), II conde de Peña Ramiro,[1][16][20] director de Bellas Artes y diputado a Cortes.[21]

Casó, en Madrid, el 23 de junio de 1927, con Blanca Rodríguez de Rivas y de la Gándara, hija de los condes de Castilleja de Guzmán. Sin descendencia, le sucedió su hermano en 1950:
- Alonso Caro y del Arroyo (n. 16 de enero de 1880), III conde de Peña Ramiro.[1][16][23]

Sin descendencia, sucedió su hermano en 1958:
- Mariano Caro y del Arroyo (Villafranca del Bierzo, 14 de agosto de 1886-1967), IV conde de Peña Ramiro.[16][24]

Casó con María Teresa Asunción de Carvajal y Herbou. Sucedió su hijo en 1968:
- Mariano Caro y Carvajal (m. 2024), V conde de Peña Ramiro.[1][25]

Casó con María Dolores Conde y Fiol. Le sucedió su hija:
- Beatriz Caro Conde, VI condesa de Peña Ramiro.[26]